# TA38 (水雷艇)
「TA38」はドイツ海軍の水雷艇。トリエステで建造中であったイタリアのアリエテ級水雷艇「スパーダ (Spada)」をイタリアの降伏により1943年9月にドイツが捕獲したものである。
トリエステのC.R.D.A.で建造。1943年1月9日起工。1943年7月1日進水。1944年2月12日就役。「TA38」は魚雷発射管は3連装1基のみであった。
1944年2月12日から8月13日までの間に「TA38」は4回の護衛任務と11回の機雷敷設任務に従事した。
1944年2月12日、「TA38」は水雷艇「TA37」とともに機雷敷設作戦で護衛を務めた。
6月25日、「TA38」と水雷艇「TA38」はトリエステから空襲で大破した「TA22」の支援に向かい、「TA22」は曳航されてトリエステに戻った。
7月8-11日、機雷敷設作戦で「Kiebitz」を他の水雷艇などと共に護衛。7月12-15日の「TA38」と「Kiebitz」、「TA37」による機雷敷設作戦では7月13日に「Kiebitz」が自身の機雷に触れ損傷した。この作戦は「TA38」と「TA37」、「TA39」によって7月23-24日に再び実施された。その後もこの3隻は24-25日、26-27日、27-28日に機雷敷設作戦に従事した。8月2-3日には「TA39」などと、8月4日には「TA40」とイタリア沿岸への機雷敷設作戦に従事したが、後者は完了しなかった。続いて7-8日には「Kiebitz」、「TA38」とともにウマグ沖への機雷敷設作戦に従事し、8月12日の機雷敷設作戦では「Kiebitz」などを掩護した。8月12-13日は「Kiebitz」、「TA39」、「TA40」と、8月19日は「TA37」、「TA39」、「TA40」とともに機雷敷設作戦に従事。8月27-29日に「Kiebitz」、「TA39」などと、9月8-9日に「Kiebitz」、「TA39」とともにイタリア沿岸への機雷敷設作戦に従事した。
9月、「TA38」と「TA37」、「TA39」の3隻は増援としてアドリア海からエーゲ海へ送られることになり、9月20日に3隻はトリエステを出港した。9月22日、オトラント海峡を通過中にイギリス駆逐艦「ベルヴォア」および「ウェッドン」と遭遇し攻撃を受けたが、逃走に成功し損害は受けなかった。9月24日、ギリシャのピレエウスに到着。3隻は第9水雷群に編入された。
9月28日、「TA38」と「TA18」、「TA37」、「TA39」は海軍の人員を乗せた「Zeus」、「Lola」とともにピレエウスを出港。翌日船団はサロニカに着いた。
「TA38」と「TA39」は10月1日にスキロス島の北東に、10月2日にイドラ島・Georgios間に、10月3日にアモルゴス島沖に機雷を敷設した。10月4-5日、「TA38」と「TA39」は「Zeus」をSunion岬沖からCaraliani沖まで護衛。10月5日、「TA38」と「TA39」はケア島・Hagios Georgios間に機雷を敷設。ピレエウスへの帰路、イギリスの機動艇「HDML1227」を発見し、「TA39」が攻撃して沈めた。10月6日、ピレエウス港に空襲があり、「TA38」は敵機1機を撃墜した。10月7日、「TA38」と「TA39」が兵員輸送船「Anna」を護衛中敵魚雷艇と遭遇し、「TA38」はそれらに対して攻撃を行った。
10月8日、「TA38」と「TA39」は商船「Laudon」、「Engers」の護衛の護衛を命じられる。日付が変わった後2隻はピレエウスへの帰途についたが、Makrouisi付近で「TA38」は座礁した。付近には敵魚雷艇がいたものの気づかれず、「TA39」によって「TA38」はCavalianiまで曳航された。続いて曳船に曳航されてハルキスへ向かった。途中、索敵機2機が現れ、1機を撃墜。次いでイギリス護衛空母「ストーカー」搭載機による攻撃を受けて損傷するも、ハルキスにたどり着いた。この攻撃の際、1機が撃墜されている。その後「TA38」はヴォロスへ移動したが、10月13日に同地で閉塞船として沈められた。または、座礁後ヴォロスへ曳航され、10月12日（13日）に同地で「ストーカー」搭載機の攻撃により沈没。